# Иууд Парк
Иууд Парк (англ.: Ewood Park) е футболен стадион в английския град Блекбърн, графство Ланкашър. Това е и официалния стадион на ФК Блекбърн Роувърс – един от основателите на Английската футболна лига и на Английската Висша лига. Роувърс играят на този стадион откакто се местят от Лиймингтън Стрийт през лятото на 1890 г. Съоръжението е открито през 1882 и има капацитет от 31 154 седящи места.
Състои се от 4 сектора: „Дарвен Енд", „Ривърсайд Стенд", „Блекбърн Енд" и „Джак Уокър" (кръстена на Jack Walker-индустриалец и поддръжник на клуба).
Иууд Парк е вторият най-стар стадион на отбор от Футболната лига. Стамфорд Бридж е построен по-рано (1876), въпреки че сегашният му ползвател започва да играе там едва през 1905 г.

## История
Футбол се е играел на това място от 1881 г. Роувърс играят четири мача там. По това време мястото е било познато като Иууд Бридж и е било подобно на поле. Първият мач е срещу Шефилд Уензди на 9 април 1881.
Иууд Парк е официално открит през април 1882 и през 80-те приема състезания по футбол, лека атлетика и надбягвания с хрътки. Роувърс се връщат на стадиона през 1890, подписвайки 10-годишен контракт за наем на стадиона, като заплащат по £60 годишно. Първият мач на стадиона е срещу Акрингтън през септември. Съоръжението дори получава честта да приема международния мач между Англия и Шотландия през 1891 г. През 1893 Блекбърн Роувърс купуват правата за стадиона за £2500.
През 1903 г. е построен покрив над „Дарвен Енд“ за £1680. Трибуната сега побира 12 000 зрители. През 1913 е построен втори етаж на „Ривърсайд Стенд“, с което капацитет на стадиона се увеличава със 7000 до 70 886.
През 1928 г. е издигната бетонна стена около стадиона. Освен това, е построен втори етаж на „Блекбърн Енд“ и е поставен нов покрив над „Ривърсайд Енд“ на обща стойност £1550. Иууд Парк отбелязва рекорд по посещаемост – 62 552 за домакинството на Болтън Уондърърс през 1929 г.. Прожекторите са поставени през 1958 и за първи път са използвани за приятелската среща срещу Вердер Бремен. Две години по-късно е издигнат бетонен покрив над „Блекбърн Енд“.
През юни 1992 местният съвет одобрява плановете за превръщането на Иууд Парк в стадион с изцяло седящи места с капацитет 31 000.
През февруари 1994 са открити реконструираните двуетажни трибуни „Блекбърн Енд“ и „Дарвен Енд“. Цялостната реконструкция е завършена през август 1994, когато е открита трибуната „Джак Уокър“ на мястото на старата „Нътол Стрийт“.

## Рекорди
Рекордна посещаемост:
- 61 783 срещу Болтън Уондърърс, 2 март 1929 г. – ФА Къп 6-и кръг[5]

Рекордна посещаемост в мач за лигата:
- 52 656 срещу Престън Норт Енд, 26 декември 1921 г. – Първа дивизия[5]